# Комиссия полиции Великого княжества Литовского
Комиссия полиции Великого княжества Литовского (бел. Камісія паліцыі Вялікага княства Літоўскага) — центральный коллегиальный орган власти Великого княжества Литовского по поддержке общественной безопасности и порядка. Создан Гродненским сеймом 1793 года одновременно с Коронной комиссией полиции вместо Комиссии полиции обоих народов. В состав комиссии должен был входить 1 сенатор и 5 представителей от знати, избранных на сейме; ее заседания должны были проходить под председательством маршалка великого литовского либо маршалка надворного литовского. В комиссию были выбраны М. Радзивилл (каштелян виленский), В. Горецкий (воевода виленский), С. Волович (подкоморий речицкий), С. Корсак, М. Моравский, А. Казаковский. Маршалок великий литовский Л.Тышкевич мало участвовал в работе комиссии, на её заседаниях обычно председательствовал Волович. Комиссия была подотчётна сейму и подчинена Департаменту полиции Постоянного Совета. Комиссии подчинялись местные комиссии порядковые гражданско-военные. В задачи комиссии входил надзор над деятельностью местной администрации (было фактически упразднено самоуправление городов), дела «безопасности, спокойствия и публичной выгоды», цензура, надзор над госпиталями, борьба с бродяжничеством. В аппарат комиссии входили писарь, судебный и экономический регенты, генеральный секретарь, пленипатент, архивист, кассир, геометр. Комиссия начала работу в Гродно 28 декабря 1793 года. Занималась организацией новых городских магистратов, устройством освещения и торговли в Вильнюсе, регулированием цен, госпитальной делом и др. Действовала до начала восстания Костюшко, к которому присоединились почти все ее члены.